# Иден Прери (Минесота)
Иден Прери (енгл. Eden Prairie) град је у америчкој савезној држави Минесота.

## Демографија
По попису из 2010. године број становника је 60.797, што је 5.896 (10,7%) становника више него 2000. године.
| Група             | 2000.          | 2010.          |
| Белци             | 49.230 (89,7%) | 48.654 (80,0%) |
| Афроамериканци    | 1.253 (2,3%)   | 3.398 (5,6%)   |
| Азијати           | 2.644 (4,8%)   | 5.566 (9,2%)   |
| Хиспаноамериканци | 862 (1,6%)     | 1.840 (3,0%)   |
| Укупно            | 54.901         | 60.797         |